# Христиан Ульрих Вюртембергский (герцог Олесницкий)
Христиан Ульрих I Вюртемберг-Эльс (9 апреля 1652, Олесница — 5 апреля 1704, Олесница) — немецкий аристократ, герцог Берутувский (Бернштадт) (1672—1704) и Олесницкий (Эльс) (1664-1672 и 1697—1704).

## Биография
Представитель Вюртембергского дома. Родился 9 апреля 1652 года в Олесницком замке. Третий сын герцога Сильвия I Нимрода Вюртемберг-Эльса (1622—1664) и герцогини Эльжбеты Марии Олесницкой (1625—1686), дочери Карла Фридриха Подебрадовича, князя Олесницкого, и Анны Софии Саксен-Веймарской.
В 1664 году после смерти Сильвия Нимрода Вюртембергского Олесницкое княжество получили в совместное владение четверо его несовершеннолетних сыновей (Карл Фердинанд, Сильвий Фридрих, Христиан Ульрих и Юлий Зигмунд). Регентами княжества стали его вдова Эльжбета Мария, а также князь Кристиан Бжегский и граф Август Легницкий.
В августе 1672 года Олесницкое княжество было разделено между тремя братьями: Сильвий Фридрих получил во владение Олесницу (Эльс), Христиан Ульрих — Берутув (Бернштадт), а младший брат Юлий Зигмунд — Мендзыбуж и Доброшице. Так как Юлий Зигмунд был еще несовершеннолетним, Сильвий Фридрих выступал в качестве его регента, пока он не достиг совершеннолетия.
В 1697 году после смерти своего старшего брата Сильвия II Фридриха (1651—1697), не оставившего после себя детей, Христиан Ульрих унаследовал герцогство Олесницкое (Эльс). Христиан Ульрих стал владеть Олесницей, Доброшице, Мендзыбужем и частью Требниц, а Бернштадт (Берутув) передал своему племяннику Карлу Вюртембергскому (1682—1745), сыну умершего к этому времени Юлия Зигмунда. Христиан Ульрих перенес вою резиденцию из Бернштадта в Эльс.
В 1698 году герцог Христиан Ульрих начал строительство герцогской усыпальницы в замковой церкви Святого Иоанна. Он собрал значительную коллекцию книг и произведений искусства в Олесницком замке. Еще в 1685 году Христиан Ульрих приобрел город Нойдорф у Балтазара Вильгельма фон Притвица. Между 1685 и 1692 годами в Нордорфе был построен замок в стиле барокко, который бал назван «Сибилленорт» в честь второй жены герцога, Марии Сибиллы Саксен-Мерзебургской.
5 апреля 1704 года герцог Христиан Ульрих Вюртембергский скончался в возрасте 51 года в Олесницком замке. Он был погребен в княжеском склепе, который он сам построил.

## Браки и дети
Христиан Ульрих Вюртемберг-Эльс был женат четыре раза. 13 марта 1672 года в Бернбурге он женился первым браком на Анне Елизавете Ангальт-Бернбургской (1647—1680), младшей дочери князя Христиана II Ангальт-Бернбургского и Элеоноры Софии Шлезвиг-Гольштейн-Зондербургской. У супругов было семь детей:
- Луиза Елизавета (22 февраля 1673, Бернштадт — 28 апреля 1736, Форст), вышла замуж в 1688 году за герцога Филиппа Саксен-Мерзебург-Лаухштедского (1657—1690)
- Христиан Ульрих (21 февраля 1674, Бернштадт — 2 июля 1674, Бернштадт)
- Леопольд Виктор (22 мая 1675, Бернштадт — 30 апреля 1676, Бернштадт
- Фредерика Кристина (13 мая 1676, Бернштадт — 3 июня 1676, Бернштадт)
- София Ангелика (30 мая 1677, Бернштадт — 11 ноября 1700, Пегау). Муж с 1699 года герцог Фридрих Генрих Саксен-Цейц-Пегау-Нейштадтский (1668—1713)
- Элеонора Амона (21 октября 1678, Бреслау — 2 апреля 1679, Бернштадт)
- Теодозия (20 июля 1680, Бернштадт — 21 сентября 1680, Бернштадт).

27 октября 1683 года в Доберлуге Христиан Ульрих Вюртембергский вторично женился на Марии Сибилле (28 октября 1667 — 9 октября 1693), младшей дочери герцога Кристиана I Саксен-Мерзебургского и Кристианы Шлезвиг-Зондербург-Глюксбургской. у супругов было семь детей:
- Кристина Мария (17 августа 1685, Бернштадт — 24 марта 1696, Бернштадт)
- Христиан Эрдман (24 июля 1686, Мерзебург — 8 июля 1689, Мерзебург)
- Хедвига Элеонора (11 июля 1687, Бернштадт — 25 октября 1688, Бернштадт)
- Ульрика Эрдмута (5 февраля 1689, Бреслау — 5 сентября 1690, Бернштадт)
- Карл Фридрих II (7 февраля 1690 году, Мерзебург — 14 декабря 1761, Эльс), герцог Олесницкий, женат на Сибилле Юлиане Шарлотте Вюртемберг-Вайльтинген
- Христиан Ульрих II (27 января 1691, замок Vielguth в Эльсе — 11 февраля 1734, Штутгарт), герцог Олесницкий в Вильгельминенорте, женат на Филиппине Шарлотте (1691—1758), дочери графа Эрдмана фон Редерна
- Елизавета Сибилла (19 марта 1693, Делич — 21 февраля 1694, Делич).

4 февраля 1695 года в Гамбурге Христиан Ульрих Вюртембергский в третий раз женился на Софии Вильгельмине (17 октября 1659 — 4 февраля 1698), дочери Энно Людвига, графа Восточной Фризии, и Юлианы Софии Юстины Барби-Мюлингенской. У супругов была одна дочь:
- Августа Луиза (21 января 1698, Бернштадт — 4 января 1739, замок Skarsine Trebnitz), принцесса Вюртемберг-Эльс. Замужем с 1721 года за Георгом Альбрехтом Саксен-Вайсенфельсе, графом Барби (1695—1739).

6 декабря 1700 года в Гюстрове в четвертый раз он женился н Софии Мекленбургской (21 июня 1662 — 1 июня 1738), четвертой дочери герцога Густава Адольфа Мекленбургского и Магдалены Сибиллы Шлезвиг-Гольштейн-Готтопрской. Это брак был бездетным.